# Benzimidazol
Benzimidazol je dusíkatá heterocyklická sloučenina, s bicyklickou molekulou tvořenou spojením benzenového a imidazolového kruhu. Vytváří bílé krystaly.

## Výroba
Benzimidazol se vyrábí kondenzací o-fenylendiaminu s kyselinou mravenčí nebo trimethylorthoformiátem:
C6H4(NH2)2 + HC(OCH3)3 → C6H4N(NH)CH + 3 CH3OH
Při nahrazení kyseliny mravenčí aldehydem se po následné oxidaci vytvoří 2-substituované deriváty.

## Reakce
Benzimidazol působí jako zásada:
C6H4N(NH)CH + H+ → [C6H4(NH)2CH]+
Silné zásady jej mohou deprotonovat:
C6H4N(NH)CH + LiH → Li[C6H4N2CH] + H2
Iminový dusík může být alkylován a také sloužit jako ligand. Významným komplexem benzimidazolu je N-ribosyl-dimethylbenzimidazol, součást vitaminu B12.
N,N'-dialkylbenzimidazoliové soli se používají na přípravu některých N-heterocyklických karbenů.

## Použití

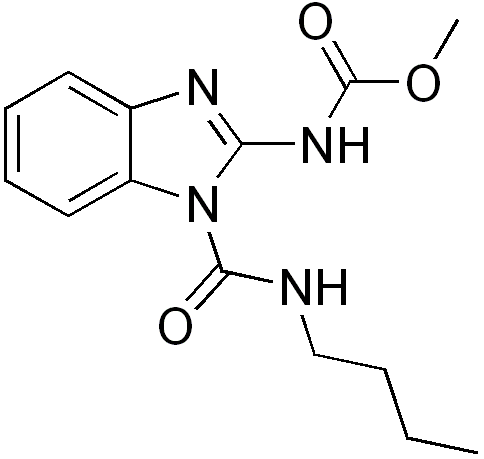
Benomyl, fungicid obsahující benzimidazolové jádro

Benzimidazoly jsou jedněmi z nejčastějších druhů cyklických funkčních skupin vyskytujících se v léčivech. K léčivům obsahujícím benzimidazolové skupiny patří například:
- Blokátory receptoru angiotensinu II, jako jsou azilsartan, kandesartan, a telmisartan.
- Anthelmintika , například albendazol, ciklobendazol, fenbendazol, flubendazol, mebendazol, oxfendazol, oxibendazol, triklabendazol, a thiabendazol.
- Antihistaminika, mimo jiné astemizol, bilastin, emedastin, klemizol, mizolastin, a oxatomid.
- Benzimidazolové fungicidy, například benomyl, fuberidazole, a karbendazim.
- Benzimidazolové opioidy, jako například bezitramid, brorphine, clonitazene, etodesnitazene, etonitazene, etonitazepipne, etonitazepyne, isotonitazene, metodesnitazene, and metonitazene.
- Inhibitory protonové pumpy dexlansoprazol, esomeprazol, ilaprazol, lansoprazol, omeprazol, pantoprazol, rabeprazol, a tenatoprazol.
- Antipsychotika , jako jsou benperidol, droperidol, klopimozid, neflumozid, oxiperomid, a pimozid.
- Dalšími významnými léčivy s benzimidazolovými skupinami v molekulách patří abemaciklib, bendamustin, dabigatran, daridorexant, a glasdegib.

Od benzimidazolů je také odvozeno několik barviv.